# Mats Wilander
Pour les articles homonymes, voir Wilander.
Mats Wilander, né le 22 août 1964 à Växjö, est un joueur de tennis professionnel suédois. Durant sa carrière il a atteint le rang de numéro 1 mondial en 1988 et a notamment remporté 7 tournois du Grand Chelem en simple. Il est membre de l'International Tennis Hall of Fame depuis 2002.

## Biographie

### Une ascension régulière

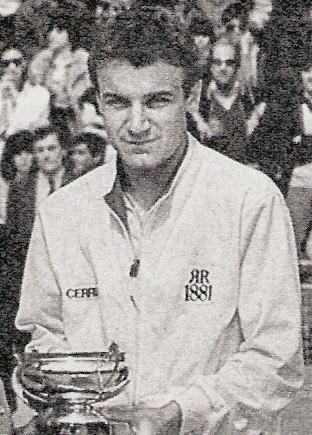
Mats Wilander en 1983.

Mats Wilander débute très tôt dans le tennis et commence à briller dans les tournois juniors. Il remporte en effet le tournoi de Roland-Garros junior et les championnats européens des moins de 16 ans et 18 ans. Il remporte également l'Orange Bowl de Miami des moins de 16 ans. Dès ses débuts comme professionnel, Wilander démontre ses qualités exceptionnelles. Il remporte Roland-Garros en 1982, à l'âge de 17 ans et 9 mois face à Guillermo Vilas (record à l'époque du plus jeune joueur à remporter un tournoi du Grand Chelem). Son ascension est alors régulière. Il atteint la finale de Roland-Garros l'année suivante (qu'il perd face à Yannick Noah) mais remporte son deuxième tournoi du Grand Chelem en Australie, sur gazon, en battant successivement John McEnroe en demi-finale et Ivan Lendl en finale. Dès lors, il devient certain qu'il a le potentiel pour être numéro 1 et peut-être remporter les quatre tournois majeurs du circuit professionnel. Pourtant Mats Wilander a fort à faire avec la concurrence des Lendl, McEnroe et de l'ancien numéro 1 mondial Jimmy Connors. Il réussit la performance de remporter un tournoi du grand chelem par an de 1982 à 1985, avec ses victoires en 1984 à l'Open d'Australie, puis en 1985 à Roland-Garros, avec une finale perdue contre Stefan Edberg la même année en Australie. Il s'installe parmi les dix meilleurs joueurs du monde pendant cette période et gravit les échelons, de numéro 3 en juillet 1985 à numéro 2 mondial derrière Lendl dès avril 1986. L'année 1986 est pourtant particulièrement décevante en grand chelem avec des défaites prématurées en simple avant les quarts de finale. Il s'illustre cependant en double en remportant le tournoi de Wimbledon avec son compatriote Joakim Nyström. Il reprend des couleurs en simple l'année suivante et devient le dauphin d'Ivan Lendl au classement ATP face auquel il échoue dans trois finales majeures à Roland-Garros, à l'US Open et aux Masters en fin d'année.

### 1988: Petit chelem et numéro un mondial
Grâce à un grand sang-froid, une régularité hors pair (il a été surnommé l'« expert-comptable du tennis » par Patrice Dominguez) et un sens du jeu imperturbable, Mats Wilander réussit en 1988 une saison quasi parfaite. À l'Open d'Australie, il écarte, les deux fois en cinq sets, en demi-finale le tenant du titre Stefan Edberg, puis en finale l'australien Pat Cash pourtant tombeur du numéro un mondial Lendl au tour précédent. Wilander continue sur sa lancée et s'impose à Key Biscayne (actuel Masters de Miami) face à Jimmy Connors cette année-là le tournoi se déroule sous la même forme qu'en Grand-Chelem, c'est-à-dire 7 tours en 5 manches ce qui en faisait une sorte de 5e tournoi du Grand-Chelem. À Roland-Garros il écarte la révélation du tournoi Andre Agassi en demi-finale, puis le Français Henri Leconte, 5e mondial l'année précédente. À Wimbledon, il ne peut faire mieux que quart de finaliste, battu par Miloslav Mečíř. C'est à l'US Open qu'il donne une nouvelle fois sa pleine mesure après sa finale l'année précédente. Après une bataille acharnée en cinq sets contre le numéro 1 mondial et tenant du titre Ivan Lendl, il remporte son troisième tournoi du Grand Chelem de l'année, réalisant ainsi le premier petit chelem depuis Jimmy Connors en 1974. Wilander accède également pour la première fois à la tête du classement ATP et met fin à un règne de trois ans de Lendl qui retrouve sa place au début de l'année 1989. En 1988, Wimbledon est donc le tournoi qui fait échouer Wilander dans sa quête des quatre titres du Grand Chelem. C'est d'ailleurs le seul tournoi qu'il ne parvient pas à remporter (en simple) avant sa retraite.
À noter qu'en remportant l'US Open en 1988 il est le premier joueur dans les tournois du Grand Chelem à s'être imposé sur les quatre surfaces différentes (mais sur trois tournois du Grand Chelem différents et non pas quatre) :
gazon, puis dur (Open d'Australie) ; terre battue (Roland Garros) ; deuxième surface dure différente (US Open). Il est, à ce jour, le seul joueur de l’histoire du tennis à avoir gagné, la même année calendaire, quatre tournois de simple au format de 7 match de trois sets gagnants (Open d'Australie, Key Biscayne, Roland-Garros et l'US Open)sans nécessairement réaliser de Grand Chelem calendaire; néanmoins ce cas de figure n’étant possible que durant les trois années où Key Biscayne se joua sous le même format que les tournois du Grand Chelem, à savoir en 1987, 1988 et 1989.

### La Coupe Davis
Parallèlement à sa carrière en simple, Wilander s'attache à participer à la Coupe Davis pour la Suède. Avec toute sa rigueur et son talent, il atteint sa première finale (perdue) dès 1983 contre l'Australie. Ensuite, le joueur permet à la Suède de remporter la Coupe Davis en 1984 et 1985. En finale en 1986, Wilander décline la sélection car il se marie. La Suède perd alors la Coupe face à l'Australie. C'est donc en 1987 que le joueur remporte son troisième et dernier saladier d'argent dans un match remporté 5-0 face à l'Inde. Par la suite, en 1988 et 1989, la Suède s'incline en finale face à l'Allemagne. Mats Wilander aura permis à son équipe nationale de participer à sept finales de Coupe Davis consécutives.

### Fin de carrière
À partir de 1989, ayant perdu sa motivation après avoir atteint son objectif de devenir le meilleur joueur du monde, Wilander décline brutalement. Il ne parvient plus à briller en grand chelem, éliminé dès le deuxième tour de l'US Open 1989 par un certain Pete Sampras. Ses seules performances marquantes sont un quart de finale à Wimbledon 1989 perdu face à John McEnroe, puis une demi-finale à l'Open d'Australie 1990 perdue face à Stefan Edberg. En dehors des tournois du grand chelem, il parvient à remporter le tournoi d'Itaparica en 1990 et réalise son dernier coup d'éclat aux Masters du Canada en 1995, en parvenant en 1/2 finale après des victoires face à son vieux rival Edberg, puis face au numéro six mondial Ievgueni Kafelnikov. En 1995, Mats Wilander et le Tchèque Karel Nováček sont contrôlés positifs à la cocaïne lors d’un double à Roland-Garros. Ils sont suspendus trois mois. Wilander prend sa retraite en octobre 1996, après une ultime défaite face à Martin Damm au tournoi de Pékin. Il participe tout de même à quelques tournois seniors et n'est pas éloigné du monde du tennis puisqu'il a été un temps capitaine de l'équipe de Suède en Coupe Davis puis entraîneur de Marat Safin en 2001, de Tatiana Golovin en 2007 et de Paul-Henri Mathieu en 2008. Par ailleurs, il tient une chronique régulière dans le journal L'Équipe. Wilander est aujourd'hui animateur de la série télévisée Game, Set and Mats (Jeu, Set et Mats), maintenant Mats Point, sur Eurosport.

### Autres faits lors de sa carrière
En demi-finale de Roland-Garros en 1982 Mats Wilander rend le point à son adversaire, José Luis Clerc, sur une balle de match en sa faveur, alors que l'arbitre vient d'annoncer : « Jeu, set et match Wilander ». Il remporte le match quelques minutes plus tard et se qualifie pour la finale. Tout au long de sa carrière, Wilander sera considéré comme l'un des joueurs les plus fair-play du circuit.
Wilander a disputé contre l'Américain John McEnroe en juillet 1982 ce qui était à l'époque le plus long match en simple de l'histoire de la Coupe Davis : une défaite 9-7, 6-2, 15-17, 3-6, 8-6 en 6 heures et 22 minutes. Ce record a été battu par une rencontre de 6 heures et 43 minutes en 2015.
En 1988, Wilander devait partir pour une opération du genou aux États-Unis juste avant Noël. Le no 1 mondial décida finalement de rester chez lui pour se reposer. Le vol Pan Am 103 qu'il devait prendre explosa le 21 décembre au-dessus de Lockerbie, tuant tout les passagers, victimes d'un attentat terroriste,.

## Parcours dans les tournois duGrand Chelem

### En simple
| Année | Open d'Australie | Open d'Australie | Internationaux de France | Internationaux de France | Wimbledon       | Wimbledon      | US Open         | US Open      | Open d'Australie | Open d'Australie |
| ----- | ---------------- | ---------------- | ------------------------ | ------------------------ | --------------- | -------------- | --------------- | ------------ | ---------------- | ---------------- |
| 1981  | n.o.             | n.o.             | —                        | —                        | 3e tour (1/16)  | J. Fitzgerald  | —               | —            | 1er tour (1/32)  | Paul Kronk       |
| 1982  | n.o.             | n.o.             | Victoire                 | Guillermo Vilas          | 1/8 de finale   | B. Teacher     | 1/8 de finale   | Ivan Lendl   | —                | —                |
| 1983  | n.o.             | n.o.             | Finale                   | Yannick Noah             | 3e tour (1/16)  | R. Tanner      | 1/4 de finale   | Ivan Lendl   | Victoire         | Ivan Lendl       |
| 1984  | n.o.             | n.o.             | 1/2 finale               | Ivan Lendl               | 2e tour (1/32)  | Pat Cash       | 1/4 de finale   | Pat Cash     | Victoire         | K. Curren        |
| 1985  | n.o.             | n.o.             | Victoire                 | Ivan Lendl               | 1er tour (1/64) | S. Živojinović | 1/2 finale      | J. McEnroe   | Finale           | S. Edberg        |
| 1986  | n.o.             | n.o.             | 3e tour (1/16)           | A. Chesnokov             | 1/8 de finale   | Pat Cash       | 1/8 de finale   | M. Mečíř     | n.o.             | n.o.             |
| 1987  | —                | —                | Finale                   | Ivan Lendl               | 1/4 de finale   | Pat Cash       | Finale          | Ivan Lendl   | n.o.             | n.o.             |
| 1988  | Victoire         | Pat Cash         | Victoire                 | H. Leconte               | 1/4 de finale   | M. Mečíř       | Victoire        | Ivan Lendl   | n.o.             | n.o.             |
| 1989  | 2e tour (1/32)   | R. Krishnan      | 1/4 de finale            | A. Chesnokov             | 1/4 de finale   | J. McEnroe     | 2e tour (1/32)  | P. Sampras   | n.o.             | n.o.             |
| 1990  | 1/2 finale       | S. Edberg        | —                        | —                        | —               | —              | 1er tour (1/64) | Brad Gilbert | n.o.             | n.o.             |
| 1991  | 1/8 de finale    | Jaime Yzaga      | 2e tour (1/32)           | F. Santoro               | —               | —              | —               | —            | n.o.             | n.o.             |
| 1992  | —                | —                | —                        | —                        | —               | —              | —               | —            | n.o.             | n.o.             |
| 1993  | —                | —                | —                        | —                        | —               | —              | 3e tour (1/16)  | C. Pioline   | n.o.             | n.o.             |
| 1994  | 1/8 de finale    | M. Washington    | 1er tour (1/64)          | Andre Agassi             | —               | —              | 1er tour (1/64) | Guy Forget   | n.o.             | n.o.             |
| 1995  | 1er tour (1/64)  | J. Eltingh       | 2e tour (1/32)           | W. Ferreira              | 3e tour (1/16)  | J. Eltingh     | 2e tour (1/32)  | Todd Martin  | n.o.             | n.o.             |
| 1996  | —                | —                | 2e tour (1/32)           | Todd Martin              | —               | —              | —               | —            | n.o.             | n.o.             |

N.B. : à droite du résultat se trouve le nom de l'ultime adversaire.

### En double
| Année | Open d'Australie                                                            | Open d'Australie                                                              | Internationaux de France                                                        | Internationaux de France                                                        | Wimbledon                                                                         | Wimbledon                                                                           | US Open                                                                               | US Open                 | Open d'Australie | Open d'Australie |
| ----- | --------------------------------------------------------------------------- | ----------------------------------------------------------------------------- | ------------------------------------------------------------------------------- | ------------------------------------------------------------------------------- | --------------------------------------------------------------------------------- | ----------------------------------------------------------------------------------- | ------------------------------------------------------------------------------------- | ----------------------- | ---------------- | ---------------- |
| 1983  | n.o.                                                                        | n.o.                                                                          | —                                                                               | —                                                                               | 2e tour (1/16) Simonsson \|\| style="text-align:left;" \| B. Gottfried P. McNamee | 2e tour (1/16) J. Nyström \|\| style="text-align:left;" \| G. Donnelly M. Gandolfo  | 1/4 de finale J. Nyström \|\| style="text-align:left;" \| Ti. Gullikson To. Gullikson |                         |                  |                  |
| 1984  | n.o.                                                                        | n.o.                                                                          | —                                                                               | —                                                                               | 2e tour (1/16) J. Nyström \|\| style="text-align:left;" \| K. Curren S. Denton    | 1er tour (1/32) J. Nyström \|\| style="text-align:left;" \| H. Günthardt B. Taróczy | Finale J. Nyström                                                                     | Edmondson S. Stewart    |                  |                  |
| 1985  | n.o.                                                                        | n.o.                                                                          | 1/2 finale J. Nyström \|\| style="text-align:left;" \| Edmondson K. Warwick     | 1er tour (1/32) J. Nyström \|\| style="text-align:left;" \| Bo. Becker M. Leach | 1/2 finale J. Nyström \|\| style="text-align:left;" \| H. Leconte Y. Noah         | 1/2 finale J. Nyström \|\| style="text-align:left;" \| Edmondson K. Warwick         |                                                                                       |                         |                  |                  |
| 1986  | n.o.                                                                        | n.o.                                                                          | —                                                                               | —                                                                               | Victoire J. Nyström                                                               | G. Donnelly P. Fleming                                                              | Finale J. Nyström                                                                     | A. Gómez S. Živojinović | n.o.             | n.o.             |
| 1987  | —                                                                           | —                                                                             | 1/4 de finale J. Nyström \|\| style="text-align:left;" \| A. Järryd R. Seguso   | 2e tour (1/16) J. Nyström \|\| style="text-align:left;" \| Limberger Woodforde  | 1/4 de finale J. Nyström \|\| style="text-align:left;" \| A. Gómez S. Živojinović | n.o.                                                                                | n.o.                                                                                  |                         |                  |                  |
| 1988  | —                                                                           | —                                                                             | —                                                                               | —                                                                               | —                                                                                 | —                                                                                   | —                                                                                     | —                       | n.o.             | n.o.             |
| 1989  | —                                                                           | —                                                                             | —                                                                               | —                                                                               | —                                                                                 | —                                                                                   | —                                                                                     | —                       | n.o.             | n.o.             |
| 1990  | —                                                                           | —                                                                             | —                                                                               | —                                                                               | —                                                                                 | —                                                                                   | —                                                                                     | —                       | n.o.             | n.o.             |
| 1991  | —                                                                           | —                                                                             | —                                                                               | —                                                                               | —                                                                                 | —                                                                                   | —                                                                                     | —                       | n.o.             | n.o.             |
| 1992  | —                                                                           | —                                                                             | —                                                                               | —                                                                               | —                                                                                 | —                                                                                   | —                                                                                     | —                       | n.o.             | n.o.             |
| 1993  | —                                                                           | —                                                                             | —                                                                               | —                                                                               | —                                                                                 | —                                                                                   | —                                                                                     | —                       | n.o.             | n.o.             |
| 1994  | —                                                                           | —                                                                             | —                                                                               | —                                                                               | —                                                                                 | —                                                                                   | —                                                                                     | —                       | n.o.             | n.o.             |
| 1995  | 1er tour (1/32) N. Pereira \|\| style="text-align:left;" \| C. Suk D. Vacek | 1/8 de finale K. Nováček \|\| style="text-align:left;" \| J. Grabb P. McEnroe | 1er tour (1/32) K. Nováček \|\| style="text-align:left;" \| D. Nargiso G. Raoux | —                                                                               | —                                                                                 | n.o.                                                                                | n.o.                                                                                  |                         |                  |                  |

N.B. : le nom du ou de la partenaire se trouve sous le résultat ; les noms des ultimes adversaires se trouvent à droite.

## Participation aux Masters

### En simple
- Finaliste en 1987.
- Demi-finaliste en 1983, 1984 et 1986.

### En double
| Année | Ville    | Surface         | Partenaire     | Résultats | Résultat final |
| ----- | -------- | --------------- | -------------- | --------- | -------------- |
| 1985  | New York | Moquette indoor | Joakim Nyström | 2v, 1d    | Finaliste      |
| 1986  | Londres  | Moquette indoor | Joakim Nyström | 1v, 3d    | Septième       |

## Parcours dans lesChampionship Series
| Année | Indian Wells           | Miami                     | Monte-Carlo          | Hambourg | Rome                   | Canada               | Cincinnati         | Stockholm         | Paris              |
| ----- | ---------------------- | ------------------------- | -------------------- | -------- | ---------------------- | -------------------- | ------------------ | ----------------- | ------------------ |
| 1990  | 1er tour J. Gunnarsson | —                         | —                    | —        | —                      | —                    | 2e tour D. Cahill  | 2e tour S. Edberg | 1er tour J. Hlasek |
| 1991  | —                      | —                         | 2e tour A. Chesnokov | —        | 1er tour M. Gustafsson | —                    | —                  | —                 | —                  |
| 1992  | —                      | —                         | —                    | —        | —                      | —                    | —                  | —                 | —                  |
| 1993  | —                      | —                         | —                    | —        | —                      | —                    | —                  | —                 | —                  |
| 1994  | 2e tour C. Costa       | 1er tour A. O'Brien       | —                    | —        | —                      | —                    | 1er tour J. Grabb  | —                 | —                  |
| 1995  | 2e tour A. Agassi      | 1/4 de finale J. Björkman | —                    | —        | 1er tour J. Eltingh    | 1/2 finale A. Agassi | 1er tour R. Furlan | —                 | —                  |
| 1996  | 1er tour A. Voinea     | 1er tour À. Corretja      | —                    | —        | —                      | —                    | —                  | —                 | —                  |

N.B. : sous le résultat se trouve le nom de l’ultime adversaire.

## Résultats en Coupe Davis
| Date       | Lieu        | Lieu  | Surface      | Tour | Match n°               | Adversaire                | Adversaire        | Score                     | Résultat     |
| ---------- | ----------- | ----- | ------------ | ---- | ---------------------- | ------------------------- | ----------------- | ------------------------- | ------------ |
| 09/07/1981 | Båstad      |       | Terre battue | QF   | 2                      |                           | Peter McNamara    | 4-6, 2-6, 1-6             | Défaite 1-3  |
| 11/07/1981 | Båstad      | 4     | Terre battue | QF   | Paul McNamee           | 6-1, 6-2, 4-6, 0-6, 4-6   |                   |                           | Défaite 1-3  |
| 05/03/1982 | Stockholm   |       | Synthétique  | 1T   | 1                      |                           | Vadim Borisov     | 9-7, 6-1, 6-4             | Victoire 4-1 |
| 07/03/1982 | Stockholm   | 5     | Synthétique  | 1T   | Alexander Zverev       | 4-6, 10-8, 6-2            |                   |                           | Victoire 4-1 |
| 09/07/1982 | Saint-Louis |       | Synthétique  | QF   | 2                      |                           | Eliot Teltscher   | 6-4, 7-5, 3-6, 3-6, 6-0   | Défaite 2-3  |
| 11/07/1982 | Saint-Louis | 5     | Synthétique  | QF   | John McEnroe           | 7-9, 2-6, 17-15, 6-3, 6-8 |                   |                           | Défaite 2-3  |
| 04/03/1983 | Lomma       |       | Synthétique  | 1T   | 2                      |                           | Yustedjo Tarik    | 6-2, 6-2, 6-1             | Victoire 5-0 |
| 06/03/1983 | Lomma       | 4     | Synthétique  | 1T   | Tintus Wibowo          | 6-3, 6-3                  |                   |                           | Victoire 5-0 |
| 08/07/1983 | Eastbourne  |       | Herbe        | QF   | 2                      |                           | Chris Lewis       | 6-4, 7-5, 6-8, 10-8       | Victoire 3-2 |
| 10/07/1983 | Eastbourne  | 5     | Herbe        | QF   | Russell Simpson        | 6-3, 6-3, 6-2             |                   |                           | Victoire 3-2 |
| 30/09/1983 | Stockholm   |       | Synthétique  | DF   | 1                      |                           | Guillermo Vilas   | 6-4, 6-3, 6-4             | Victoire 4-1 |
| 02/10/1983 | Stockholm   | 5     | Synthétique  | DF   | José Luis Clerc        | 6-1, 6-2                  |                   |                           | Victoire 4-1 |
| 26/12/1983 | Melbourne   |       | Herbe        | F    | 1                      |                           | Pat Cash          | 6-3, 4-6, 9-7, 6-3        | Défaite 2-3  |
| 28/12/1983 | Melbourne   | 5     | Herbe        | F    | John Fitzgerald        | 6-8, 6-1, 6-0             |                   |                           | Défaite 2-3  |
| 24/02/1984 | Norrköping  |       | Synthétique  | 1T   | 2                      |                           | Ricardo Ycaza     | 6-3, 6-2, 6-1             | Victoire 4-1 |
| 25/02/1984 | Norrköping  | 3 (1) | Synthétique  | 1T   | Ycaza / Gómez          | 3-6, 6-3, 6-4, 6-4        |                   |                           | Victoire 4-1 |
| 26/02/1984 | Norrköping  | 5     | Synthétique  | 1T   | Andrés Gómez           | 7-5, 6-4                  |                   |                           | Victoire 4-1 |
| 28/09/1984 | Båstad      |       | Terre battue | DF   | 1                      |                           | Tomáš Šmíd        | 7-5, 7-5, 6-2             | Victoire 5-0 |
| 30/09/1984 | Båstad      | 4     | Terre battue | DF   | Ivan Lendl             | 6-3, 4-6, 6-2             |                   |                           | Victoire 5-0 |
| 16/12/1984 | Göteborg    |       | Terre battue | F    | 1                      |                           | Jimmy Connors     | 6-1, 6-3, 6-3             | Victoire 4-1 |
| 18/12/1984 | Göteborg    | 4     | Terre battue | F    | John McEnroe           | 3-6, 7-5, 3-6             |                   |                           | Victoire 4-1 |
| 02/08/1985 | Bangalore   |       | Herbe        | QF   | 2                      |                           | Ramesh Krishnan   | 6-3, 6-3, 6-2             | Victoire 4-1 |
| 04/08/1985 | Bangalore   | 4     | Herbe        | QF   | Vijay Amritraj         | 6-8, 7-9                  |                   |                           | Victoire 4-1 |
| 04/10/1985 | Malmö       |       | Terre battue | DF   | 2                      |                           | Wally Masur       | 6-1, 6-1, 6-0             | Victoire 5-0 |
| 06/10/1985 | Malmö       | 4     | Terre battue | DF   | Peter McNamara         | 6-4, 6-3                  |                   |                           | Victoire 5-0 |
| 20/12/1985 | Munich      |       | Synthétique  | F    | 1                      |                           | Michael Westphal  | 6-3, 6-4, 10-8            | Victoire 3-2 |
| 21/12/1985 | Munich      | 3 (2) | Synthétique  | F    | Becker / Maurer        | 6-4, 6-2, 6-1             |                   |                           | Victoire 3-2 |
| 22/12/1985 | Munich      | 4     | Synthétique  | F    | Boris Becker           | 3-6, 6-2, 3-6, 3-6        |                   |                           | Victoire 3-2 |
| 07/03/1986 | Brøndby     |       | Synthétique  | 1T   | 2                      |                           | Michael Mortensen | 8-6, 6-2, 10-8            | Victoire 5-0 |
| 08/03/1986 | Brøndby     | 3 (1) | Synthétique  | 1T   | Mortensen / Bastiansen | 6-3, 6-3, 6-4             |                   |                           | Victoire 5-0 |
| 09/03/1986 | Brøndby     | 5     | Synthétique  | 1T   | Michael Tauson         | 6-2, 6-3                  |                   |                           | Victoire 5-0 |
| 18/07/1986 | Båstad      |       | Terre battue | QF   | 1                      |                           | Paolo Canè        | 6-8, 6-2, 6-3, 6-4        | Victoire 5-0 |
| 19/07/1986 | Båstad      | 3 (2) | Terre battue | QF   | Canè/ Panatta          | 6-4, 7-5, 6-2             |                   |                           | Victoire 5-0 |
| 20/07/1986 | Båstad      | 5     | Terre battue | QF   | Claudio Panatta        | 6-4, 6-3                  |                   |                           | Victoire 5-0 |
| 13/03/1987 | Florence    |       | Terre battue | 1T   | 2                      |                           | Simone Colombo    | 6-2, 6-3, 6-0             | Victoire 3-2 |
| 14/03/1987 | Florence    | 3 (1) | Terre battue | 1T   | Canè/ Colombo          | 6-1, 6-2, 6-2             |                   |                           | Victoire 3-2 |
| 15/03/1987 | Florence    | 5     | Terre battue | 1T   | Paolo Canè             | 3-6, 6-2, 5-7             |                   |                           | Victoire 3-2 |
| 24/07/1987 | Fréjus      |       | Terre battue | QF   | 2                      |                           | Henri Leconte     | 6-3, 6-4, 6-2             | Victoire 4-1 |
| 26/07/1987 | Fréjus      | 5     | Terre battue | QF   | Thierry Tulasne        | 6-4, 6-3                  |                   |                           | Victoire 4-1 |
| 02/10/1987 | Barcelone   |       | Terre battue | DF   | 1                      |                           | Emilio Sánchez    | 8-6, 3-6, 6-0, 6-2        | Victoire 3-2 |
| 04/10/1987 | Barcelone   | 3 (1) | Terre battue | DF   | Sánchez / Casal        | 0-6, 3-6, 6-2, 4-6        |                   |                           | Victoire 3-2 |
| 18/12/1987 | Göteborg    |       | Terre battue | F    | 1                      |                           | Ramesh Krishnan   | 6-4, 6-1, 6-3             | Victoire 5-0 |
| 19/12/1987 | Göteborg    | 5     | Terre battue | F    | Vijay Amritraj         | 6-2, 6-0                  |                   |                           | Victoire 5-0 |
| 20/12/1987 | Göteborg    | 3 (2) | Terre battue | F    | Amritraj / Amritraj    | 6-2, 3-6, 6-1, 6-2        |                   |                           | Victoire 5-0 |
| 08/04/1988 | Norrköping  |       | Synthétique  | QF   | 2                      |                           | Miloslav Mečíř    | 11-13, 3-6, 4-6           | Victoire 3-2 |
| 09/04/1988 | Norrköping  | 3 (3) | Synthétique  | QF   | Mečíř / Šmíd           | 8-6, 6-4, 8-6             |                   |                           | Victoire 3-2 |
| 10/04/1988 | Norrköping  | 4     | Synthétique  | QF   | Milan Šrejber          | 6-3, 2-6, 4-6, 3-6        |                   |                           | Victoire 3-2 |
| 22/07/1988 | Båstad      |       | Terre battue | DF   | 1                      |                           | Yannick Noah      | 2-6, 13-11, 6-3, 3-6, 6-0 | Victoire 4-1 |
| 23/07/1988 | Båstad      | 3 (1) | Terre battue | DF   | Leconte / Forget       | 6-4, 7-9, 2-6, 2-6        |                   |                           | Victoire 4-1 |
| 24/07/1988 | Båstad      | 4     | Terre battue | DF   | Henri Leconte          | 6-1, 6-1, 7-5             |                   |                           | Victoire 4-1 |
| 16/10/1988 | Göteborg    |       | Terre battue | F    | 1                      |                           | Carl-Uwe Steeb    | 10-8, 6-1, 2-6, 4-6, 6-8  | Défaite 1-4  |
| 07/041989  | Vienne      |       | Terre battue | QF   | 2                      |                           | Horst Skoff       | 7-6, 6-7, 6-1, 4-6, 7-9   | Victoire 3-2 |
| 09/041989  | Vienne      | 5     | Terre battue | QF   | Alex Antonitsch        | 3-6, 5-7                  |                   |                           | Victoire 3-2 |
| 21/071989  | Båstad      |       | Terre battue | DF   | 2                      |                           | Goran Prpić       | 7-6, 6-1, 6-0             | Victoire 4-1 |
| 23/071989  | Båstad      | 5     | Terre battue | DF   | Goran Ivanišević       | 6-3, 6-3                  |                   |                           | Victoire 4-1 |
| 15/12/1989 | Stuttgart   |       | Synthétique  | F    | 1                      |                           | Carl-Uwe Steeb    | 5-7, 7-6, 6-7, 6-2, 6-3   | Défaite 2-3  |
| 17/12/1989 | Stuttgart   | 4     | Synthétique  | F    | Boris Becker           | 2-6, 0-6, 2-6             |                   |                           | Défaite 2-3  |
| 02/02/1990 | Cagliari    |       | Terre battue | 1T   | 2                      |                           | Omar Camporese    | 6-4, 6-4, 5-7, 6-7, 6-4   | Défaite 2-3  |
| 04/02/1990 | Cagliari    | 5     | Terre battue | 1T   | Paolo Canè             | 4-6, 6-3, 6-4, 5-7, 5-7   |                   |                           | Défaite 2-3  |
| 22/09/1995 | Las Vegas   |       | Dur          | DF   | 2                      |                           | Andre Agassi      | 6-7, 2-6, 2-6             | Défaite 1-4  |
| 24/09/1995 | Las Vegas   | 5     | Dur          | DF   | Pete Sampras           | 6-2, 6-7, 3-6             |                   |                           | Défaite 1-4  |

Soit un total en simple de 36 victoires contre 16 défaites et en double de 7 victoires contre 2 défaites.
Partenaire en double: (1) = Anders Järryd, (2) = Joakim Nyström, (3) = Stefan Edberg.

## Confrontations avec ses principaux adversaires
Confrontations lors des différents tournois ATP, aux Masters et en Coupe Davis.
Classement par pourcentage de victoires. Ordre : victoires - défaites.
| Adversaire      | 1982 | 1983 | 1984 | 1985 | 1986 | 1987 | 1988 | 1989 | 1990 | 1991 | 1992 | 1993 | 1994 | 1995 | Bilan | %    |
| --------------- | ---- | ---- | ---- | ---- | ---- | ---- | ---- | ---- | ---- | ---- | ---- | ---- | ---- | ---- | ----- | ---- |
| Andre Agassi    |      |      |      |      | 1-0  |      | 1-0  |      |      |      |      |      | 0-1  | 0-4  | 2-5   | 28,6 |
| Boris Becker    |      |      |      | 1-3  | 0-1  | 1-0  | 0-1  | 0-1  | 1-1  |      |      |      |      |      | 3-7   | 30   |
| Ivan Lendl      | 2-1  | 2-2  | 1-2  | 1-3  | 0-2  | 0-3  | 1-0  |      |      |      |      |      | 0-2  |      | 7-15  | 31,8 |
| Miloslav Mečíř  |      |      |      | 0-2  | 2-1  | 2-2  | 0-2  |      |      |      |      |      |      |      | 4-7   | 36,4 |
| Pat Cash        |      | 1-0  | 0-2  | 1-0  | 0-1  | 1-1  | 1-0  |      | 0-1  |      |      |      |      |      | 4-5   | 44,4 |
| John McEnroe    | 0-1  | 3-1  | 0-3  | 1-1  |      | 2-0  |      | 0-1  |      |      |      |      |      |      | 6-7   | 46,2 |
| Stefan Edberg   |      | 1-0  | 1-1  | 2-1  | 2-1  | 2-2  | 2-1  | 0-1  | 0-2  |      |      |      |      | 1-0  | 11-9  | 55   |
| Yannick Noah    | 0-1  | 2-2  | 2-0  |      | 0-1  | 1-1  | 2-0  |      |      |      |      |      |      |      | 7-5   | 58,3 |
| Anders Järryd   |      | 4-1  | 1-0  | 1-1  | 0-1  |      | 1-0  |      |      |      |      |      |      |      | 7-3   | 70   |
| Andrés Gómez    | 1-1  | 2-0  | 1-0  | 1-0  | 1-0  | 1-0  |      | 1-1  |      |      |      |      |      |      | 8-2   | 80   |
| Henri Leconte   | 1-1  | 1-0  | 1-0  | 2-1  | 1-0  | 1-0  | 3-0  |      |      |      |      |      |      |      | 11-2  | 84,6 |
| Guillermo Vilas | 2-1  | 2-0  | 1-0  | 2-0  |      |      |      |      |      |      |      |      |      |      | 7-1   | 87,5 |
| Jimmy Connors   |      |      | 2-0  | 1-0  | 1-0  |      | 1-0  |      |      |      |      |      |      |      | 5-0   | 100  |

Sources: site officiel de l'ATP

## ClassementATPen fin de saison
| Saison | 1979 | 1980 | 1981 | 1982 | 1983 | 1984 | 1985 | 1986 | 1987 | 1988 | 1989 | 1990 | 1991 | 1992 | 1993 | 1994 | 1995 | 1996 |
| Rang   | 480  | 283  | 69   | 7    | 4    | 4    | 3    | 3    | 3    | 1    | 12   | 41   | 157  | -    | 330  | 126  | 45   | 194  |

Source : (en) Classements de Mats Wilander sur le site officiel de la Fédération internationale de tennis